# Саутино (Кирилловский район)
Саутино — деревня в Кирилловском районе Вологодской области.
Входит в состав Горицкого сельского поселения, с точки зрения административно-территориального деления — в Горицкий сельсовет.
Расстояние по автодороге до районного центра Кириллова — 16 км, до центра муниципального образования Гориц — 10 км. Ближайшие населённые пункты — Пружинино, Кудряшово, Якшино.
По переписи 2002 года население — 9 человек.